# Go-go dancing

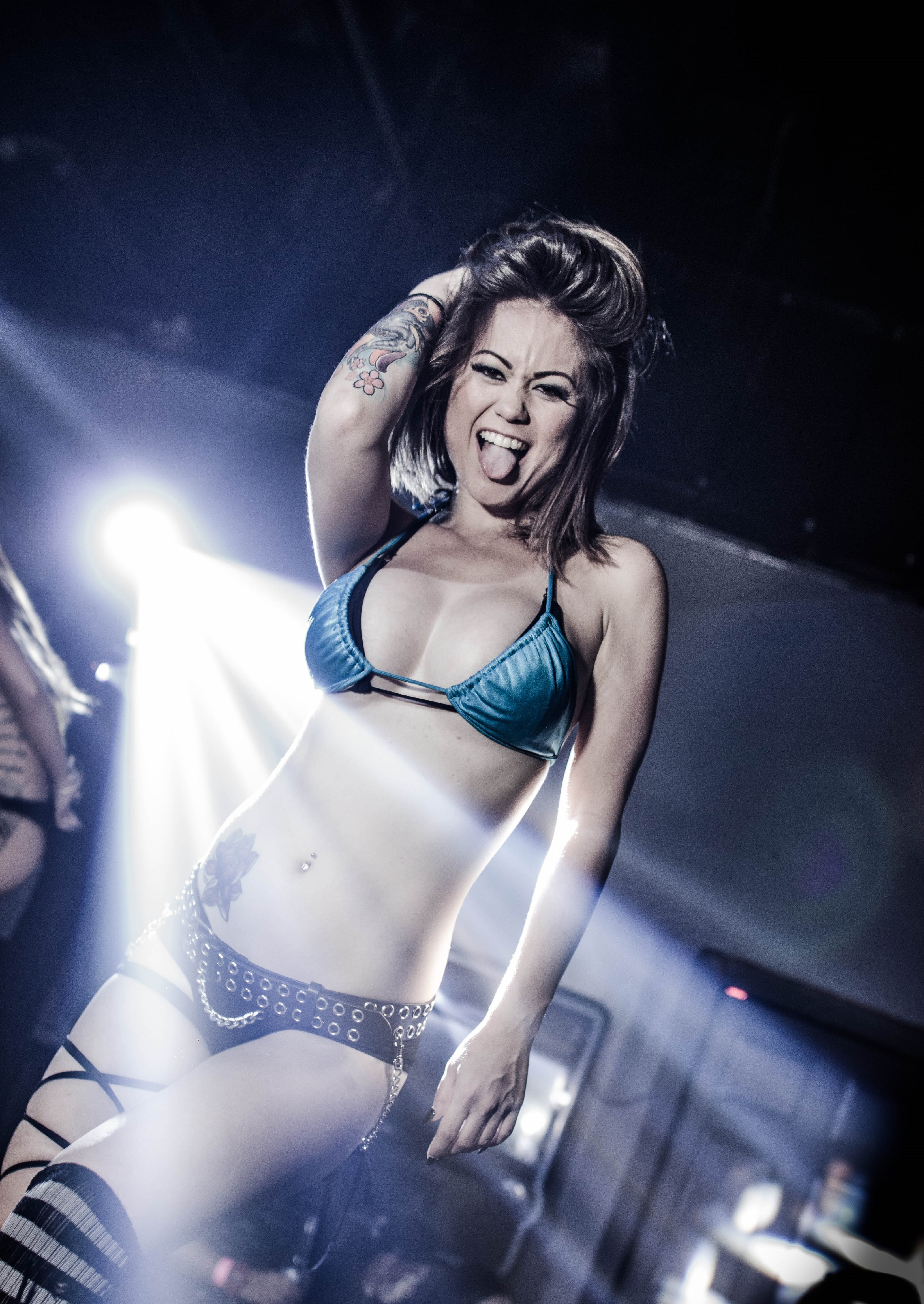
Go-go dancer.

La Go-go dance (o Gogo dance), nella sua forma moderna, è un tipo di danza erotica, con ballerine o ballerini spesso vestiti con abiti succinti. I Go-Go dancers di solito si esibiscono in cabaret erotici, peep show, bar o discoteche. Ballano per lo più su piattaforme, cubi, o in una gabbia sopra il pubblico. La sua funzione primaria è quella di intrattenere e animare la pista da ballo.
La Go-go dance è nata nei primi anni 1960 quando le donne al Peppermint Lounge di New York hanno cominciato a salire sui tavoli e ballare il twist. In quegli anni molte frequentatrici di night club indossavano la minigonna e quelli che sono stati poi ribattezzati stivali go-go, così i promotori di night club concepirono l'idea di assumerle per intrattenere gli avventori.

## Etimologia
Il termine go-go deriva dalla parola anglosassone "go", che significa letteralmente "andare", usato come vigoroso incitamento. La parola è a sua volta influenzata dal termine francese à gogo, che significa "in abbondanza", che deriva dall'antica parola francese la gogue, che significa "gioia, felicità". Un'altra teoria sostiene che il termine go-go derivi semplicemente dal nome del famoso nightclub californiano Whisky a Go Go, primo club a mostrare le ballerine in gabbia.
Le due ipotesi, una di derivazione inglese e l'altra francese, sono entrambe valide. Infatti, il termine a go-go deriva dal genere musicale dance originario delle comunità nere di Washington e caratterizzato da un ritmo funk incessante, si dice inventato negli anni sessanta del '900 da Chuck Brown. In seguito è stato attribuito a ragazzi e ragazze immagine (detti anche cubisti) delle discoteche e altri tipi di locali notturni aperti al pubblico, che ballavano in origine funk e poi tutti i generi proposti col cambio delle mode musicali che variavano nel tempo. Si trattava di persone reperibili "in abbondanza" (in francese "à gogo") e sostituite velocemente attraverso brevi contratti o pagamenti alla prestazione (in nero, soldi in mano), per questo motivo si è fissato il termine a go-go con riferimento alla parola anglosassone "go", cioè persone che lavoravano al bisogno e andavano (in inglese "go", andare) lasciando il posto di lavoro al prossimo offerente.

## Storia
Verso la metà degli anni sessanta, il celebre Whisky a Go Go, situato sul Sunset Strip a West Hollywood nella zona di Los Angeles, è stato il primo club noto per le gabbie che pendono dal soffitto in cui ballavano go-go dancers, che sono state assunte regolarmente da luglio 1965 per intrattenere i clienti. Gli abiti delle ballerine in genere consistevano in miniabiti, o un bikini, con le frange, che accentuavano il movimento del corpo, incoraggiando il pubblico a ballare.
Sempre negli anni sessanta, il termine go-go è stato adottato anche in alcuni bar di Tokyo, in Giappone, ma il termine prese piega principalmente nei locali di striptease, che divennero noti come go-go bar e le donne che vi lavorano come go-go dancers. Durante la guerra del Vietnam sono stati aperti molti go-go bar a Saigon per intrattenere le truppe americane. Un sinonimo usato in Vietnam per go-go dancer è table dancer.

### In televisione
Hullabaloo è stato un varietà musicale andato in onda sulla NBC dal 12 gennaio 1965 fino al 29 agosto 1966. Gli "Hullabaloo Dancers" erano un gruppo formato da dieci ballerini, quattro uomini e sei donne, apparsi regolarmente nello show. Un altro membro dello show è stata la ballerina, modella e attrice Lada Edmund Jr., che ballava all'interno di una gabbia in un segmento del programma vicino alla chiusura. Altri varietà furono allestiti durante quel periodo, come Shindig! sulla ABC, caratterizzato da go-go dancers in gabbie. Il più delle volte queste gabbie erano fatte di plastica trasparente con luci infilate all'interno, a volte le luci si spegnevano e accendevano in sincrono con la musica. Shivaree! è stato un altro show musicale con go-go dancers che si esibivano su ponteggi, o piattaforme, alle spalle della band che suonava. Ogni spettacolo allestito in quel periodo ha avuto il particolare merito di portare per la prima volta i go-go dancers davanti alle telecamere.
Spettacoli televisivi di questo genere furono esportati in giro per il mondo, come Viva Hotbabes e SexBomb Girls andati in onda nelle Filippine.

### Nel cinema
- La trama del film del 1968 Girl in Gold Boots, di Ted V. Mikels, era incentrata il mondo della go-go dance.
- Le eroine del cult Faster, Pussycat! Kill! Kill!, del regista di B-movie Russ Meyer, erano go-go dancers.
- Anche il film di Abel Ferrara Go Go Tales, è incentrato sul mondo della go-go dance, dove il proprietario di un locale tenta in tutti i modi di evitare il fallimento.

- Nel film di Robert Rodriguez Grindhouse - Planet Terror, il personaggio interpretato da Rose McGowan è una go-go dancer che sogna di lavorare nel cabaret.

### Nel mondo gay

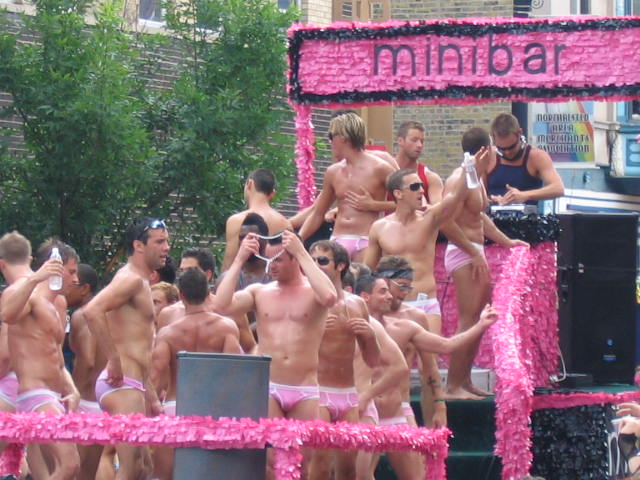
Go-go boys alla Chicago Gay Pride Parade 2008.

Già dagli anni sessanta, molti gay bar per intrattenere i loro avventori utilizzavano go-go dancers uomini, chiamati go-go boys. Questo tipo di intrattenimento tornò di moda verso la metà degli anni ottanta. In Italia i go-go boys sono conosciuti anche con il termine cubisti.

## La go-go dance ai giorni nostri
Dagli anni settanta a oggi molti go-go dancers, uomini e donne, sono stati utilizzati per intrattenere e animare i locali notturni del mondo occidentale e orientale. Ad oggi la pratica della go-go dance si è evoluta in vere e proprie performance art, che animano discoteche, feste, festival, circuit party e rave party, con l'utilizzo di accessori come laser, fibre ottiche, neon e led.